# عبد الهادي مبارك
عبد الهادي مبارك مخرج ومخرج سينمائي عراقي ولد 1935 وتوفي في بغداد عام 2012 
شغل العديد من المناصب. أخرج العديد من العديد من الأفلام السينمائية ولعل فيلم عروس الفرات عام 1957 من أشهرها إلا أنه فقد من أرشيف السينما العراقية.